# Leixa
San Pedro de Leixa és una parròquia i localitat del municipi gallec de Ferrol, a la província de la Corunya. Es troba a l'est del terme municipal. Entre el seu patrimoni destaca l'església parroquial.
L'any 2015 tenia 101 habitants agrupats en una única entitat de població.